# Scor
Ne doit pas être confondu avec Scientific Committee on Oceanic Research.
Scor SE est un groupe français de réassurance basée à Paris. C'est l'un des principaux réassureurs mondiaux. Les actions de Scor sont cotées sur Euronext Paris.

## Histoire

### Création et premières années
La Société commerciale de réassurance (Scor) est fondée à Paris le 29 décembre 1969 sous l'impulsion de l'Etat Français qui doit réorienter les activités de la Caisse centrale de réassurance (CCR) créée en 1946 et auprès de laquelle les assureurs versaient jusqu'alors des cessions obligatoires représentant 4 % de leurs primes pour se réassurer. La CCR possède à la création 48,1 % des parts de la nouvelle société qui ambitionne de devenir un acteur de taille internationale.
À partir de sa création et au cours des années 1980 la Scor s'étend à l'étranger (Hong Kong, Londres, Tokyo, Bogota, Sydney...) puis se développe à travers différentes fusions-acquisitions telles que l'italien Vittoria Riassicurazioni en 1988, UAP Réassurance en 1989 Deutsche Kontinentale Rück en 1989 . Elle acquiert en outre le portefeuille de l'américain Allstate en 1996.
La Scor est dirigée par Louis Franck de sa création en 1970 jusqu'en 1974. Pierre de Vogüe (1921-2011) lui succède jusqu'en 1983date à laquelle Patrick Peugeot prend les rênes du groupe. Lui succède Jacques Blondeau en 1994. À la suite de pertes importantes, ce dernier perd la confiance de son conseil d'administration et se voit débarquer en 2002. Il est alors remplacé par Denis Kessler qui reste à la tête de Scor pendant près de deux décennies, jusqu'en 2021.

#### L'ère Denis Kessler
En 2002, Scor échappe de justesse à un effondrement à la suite d'une accumulation de facteurs négatifs. Denis Kessler est alors nommé président et directeur général du groupe Scor, il participe à la mise en place d'un plan de redressement baptisé « Back on Track ».
Entre 2002 et 2019, Scor connaît une croissance organique et une série d'acquisitions afin d'étendre et de recentrer son activité. En 2006, Denis Kessler partira à l'offensive avec les acquisitions de l'allemand Revios pour 650 millions d'euros et du Suisse Converium en 2007 pour 2,04 milliards d'euros. Suivront, quelques années plus tard, les rachats aux États-Unis, de Transamerica RE en 2011 ainsi que de la filiale locale de réassurance-vie de Generali en 2013, qui renforcent la diversification du groupe.
L'assureur mutualiste Covéa présidé par Thierry Derez, déjà actionnaire de Scor à hauteur de 8 %, essaie d'en prendre le contrôle total en août 2018 en proposant un prix de 43 €/action. Denis Kessler résiste à l'attaque et contre-attaque en justice, prétendant que Thierry Derez, administrateur de Scor, aurait détourné des informations confidentielles. La cascade de procès qui s'ensuit, devant le tribunal de commerce puis au pénal, dure plusieurs années. Le 10 juin 2021, les deux parties signent un accord transactionnel mettant fin à toutes les poursuites judiciaires.
Le 10 septembre 2019, Scor finalise l'acquisition de Coriolis Capital, société de gestion spécialisée dans les ILS (Insurance-Linked Securities). Par celle-ci, Scor Investment Partners devrait étendre ses capacités sur le marché des ILS pour atteindre un montant agrégé de 2,1 milliards de dollars d’actifs sous gestion.
L'entreprise quitte la Fédération française de l'assurance (FFA) en juin 2020. Scor réintègre la Fédération française de l’assurance par la voie d’un courrier envoyé par Denis Kessler à la présidence de la FFA le 5 octobre 2020.
En septembre 2020, Scor « absorbe le choc de la crise liée à la pandémie de Covid-19 ». Alors que Scor avait initialement tablé sur un coût total de 456 millions d'euros, la perte nette affichée est « seulement » de 136 millions d'euros,.

#### Changement d'ère
En mai 2021, ce n’est finalement pas Benoît Ribadeau-Dumas mais Laurent Rousseau, qui succède à Denis Kessler, directeur général de Scor depuis près de 20 ans, ce dernier conservant la présidence du groupe,. 
Cependant, un an et demi plus tard, Laurent Rousseau est écarté, alors qu'il succédait à Benoit Ribadeau-Dumas, resté seulement six mois. Thierry Léger le remplace alors.
Fabrice Brégier succède à Denis Kessler, à la présidence du conseil d'administration le 25 juin 2023.
En 2024, le bénéfice net de Scor connait une chute à 4 millions d'euros contre 812 millions en 2023.

## Activités etBusiness Units[style à revoir]
Les domaines d’activité de Scor sont :
- Réassurance non-vie et vie : Scor Global P&C[35] et Scor Global Life[36]
- Assurance de Spécialités : Scor Business Solutions, The Channel Syndicate et MGA’S[37]
- Gestion d’actifs : Scor Global Investments est créé en 2008[38]. Fin 2019, le total des placements atteint 28,9 milliards d’euros dont 20,6 milliards d’euros d’actifs totaux. Scor Investment Partners entre dans le domaine de l’ILS grâce à l’acquisition de Coriolis Capital[39].

## Gouvernance

### Conseil d'administration
Le conseil d'administration de Scor est composé de 16 administrateurs (dont 2 administrateurs représentant les salariés) qui disposent de compétences dans les domaines financiers, assurantiels, comptables et industriels. Il est présidé depuis juin 2023 par Fabrice Brégier. Il dispose de sept comités : comité stratégique, comité d'audit, comité des rémunérations, comité des nominations, comité des risques, comité de gestion de crise, comité développement durable,,,.